# Degtjarjow DS-39
Das DS-39 (russisch Дегтярёва Станковый образца 1939 года, Transkription: Degtjarjowa Stankowy obrasza 1939 goda) war ein schweres Maschinengewehr, das vor dem Zweiten Weltkrieg in der Sowjetunion entwickelt wurde.

## Entwicklung
Nachdem sich das Infanterie-Maschinengewehr DP von Wassili Degtjarjow im Truppendienst bewährt hatte, beauftragte ihn die sowjetische Militärführung 1929, auch ein lafettiertes MG zu entwerfen. Das Ziel war ein moderner Ersatz für das Maxim PM1910, das bereits Teil der Ausrüstung der zaristischen Armee war. Das Maxim wurde noch mit Wasser gekühlt und war damit zu schwerfällig.

## Beschreibung
Das DS-39 war ein zuschießender luftgekühlter Gasdrucklader mit Stützklappenverschluss, den Degtjarjow von seinem leichten MG DP-28 übernahm. Es war gut an radialen Kühlrippen zu erkennen, deren Durchmesser sich zur Laufmündung hin verjüngten. Der Gaskanal befindet sich unter dem Lauf, Gasdruck und damit die Feuerrate waren regulierbar. Der Gaskolben war fest mit dem Verschluss verbunden. Der Lauf konnte mit dem klappbaren Handgriff schnell gewechselt werden. Die Dreibeinlafette konnte mit wenigen Handgriffen auf Fliegerabwehr umgestellt werden, hierzu wurde dann auch standardmäßig am Gasregler die Kadenz auf die höhere Rate von 1200 Schuss/min umgestellt und die zweite Schließfeder aktiviert. Teilweise wurde das DS-39 mit einem Schutzschild ausgestattet.

## Einsatz
1939 wurde das MG in die Ausrüstung der Roten Armee übernommen. Die an das DS-39 gestellten Erwartungen erfüllten sich jedoch nicht. Als es im selben Jahr während des Winterkrieges zum Einsatz kam, traten aufgrund extremer Kälte und Schmutzempfindlichkeit häufig Ladehemmungen auf. Häufig wurden die leeren Hülsen beim Ausziehen deformiert und die Munition mit dem schweren Geschoss verursachte Ladehemmungen, weil es beim Ausziehen der Patrone aus dem Gurt hin und wieder vorkam, dass das Geschoss sich von der Hülse trennte. Der Lauf überhitzte trotz der Kühlrippen, und die Waffe neigte im heißgeschossenen Zustand zum 'Durchgehen', d. h. zur Selbstentzündung der Patronen. Die Patronengurte stammten zunächst noch vom Maxim und bestanden aus Stoff, was die Zuverlässigkeit beeinträchtigte. Später wurden Metalldauergurte eingeführt. Widrigen Bedingungen war das MG nicht gewachsen und verschliss rasch.
Mit dem Überfall der deutschen Wehrmacht wurde die Produktion nach nur 10.000 Stück eingestellt. Die ins Hinterland zurückverlegten Fertigungsstätten widmeten sich wiederum der Herstellung des veralteten, aber stets zuverlässigen Maxim-MGs. Versuche Degtjarjows, seinen Entwurf doch noch bis zur Serientauglichkeit zu verbessern, blieben erfolglos. 1943 wurde schließlich das Gorjunow SG-43 zum neuen schweren Standard-Maschinengewehr der Roten Armee erkoren.